# Austrobaileyales
Austrobaileyales je nevelký řád nižších dvouděložných rostlin, zahrnující tři čeledi dřevin, rozšířené především v tropech. Řád zahrnuje pouze 5 rodů, největší čeleď jsou klanopraškovité. Ze známějších rostlin sem patří např. klanopraška nebo badyáník. Zástupci tohoto řádu mají některé starobylé znaky, zejména ve stavbě dřeva a květů.

## Popis
Zástupci řádu Austrobaileyales jsou převážně stálezelené keře, stromy a liány s jednoduchými, celistvými, střídavými nebo vstřícnými listy se zpeřenou žilnatinou. Listy jsou často kožovité. Květy jsou pravidelné, s neustáleným počtem nerozlišených okvětních lístků. Tyčinek je různý počet, u některých zástupců mají ploché nitky. Gyneceum je svrchní, tvořené jedním (Trimenia) nebo častěji více volnými plodolisty. Plodem je peckovice nebo souplodí bobulí či měchýřků.

## Taxonomie
Řád Austrobaileyales tvoří samostatnou vývojovou větev nižších dvouděložných rostlin. Spolu s dalšími 2 větvemi (Nymphaeales a Amborellales) je řazen do parafyletické skupiny starých vývojových větví nižších dvouděložných rostlin, tzv. anita group, která stojí na samém základu vývojového stromu krytosemenných rostlin.
Zástupci tohoto řádu mají některé starobylé znaky ve stavbě dřeva nebo květních orgánů. Mezi tyto archaické znaky náležejí např. spirocyklické květy s neustáleným počtem květních částí, ploché tyčinky s prašníky podélně připojenými k ploše tyčinky (Austrobaileya), unilakulární nody (klanopraškovité, Austrobaileya), konduplikátní plodolisty (klanopraška, kadsura).

### Vývojový strom řáduAustrobaileyales
|  | Austrobaileyaceae                                               |
|  |                                                                 |
|  | \| \| Schisandraceae \| \| \| \| \| \| Trimeniaceae \| \| \| \| |
|  |                                                                 |
|  | Schisandraceae                                                  |
|  |                                                                 |
|  | Trimeniaceae                                                    |
|  |                                                                 |

|  | Schisandraceae |
|  |                |
|  | Trimeniaceae   |
|  |                |

## Seznam čeledí
- klanopraškovité (Schisandraceae)
- Austrobaileyaceae
- Trimeniaceae